# Wenzel Franz Karl Koschinsky von Koschín
Wenzel Franz Karl Koschinsky von Koschín, także Wenzel Franz Karl Reichsfreiherr Koschinsky von Koschin, czeski: Václav František Karel Košín (ur. 6 lutego 1673 w Brnie, zm. 26 marca 1731 w Chraście) – czeski duchowny katolicki, biskup ordynariusz hradecki od 1721 roku.

## Życiorys
Urodził się w 1673 roku w Brnie w środkowych Morawach. Jego ojciec Johann Georg Ignaz Košinský von Košín był miejskim syndykiem, a następnie asesorem sądowym i tajnym sekretarzem Czeskiej Kancelarii Królewskiej w Wiedniu. W 1682 roku u uznaniu swoich zasług został nobilitowany do szlachty morawskiej. Młody Wenzel Franz od samego początku skierowany był do stanu duchownego, toteż studiował teologię w Rzymie, a potem prawo kanoniczne w Ołomuńcu, gdzie uzyskał stopień naukowy doktora. Tam też otrzymał 17 sierpnia 1695 roku święcenia kapłańskie w miejscowej katedrze. W 1702 roku został proboszczem w parafii św. Maurycego w Ołomuńcu. Po cz częściowym pożarze świątyni parafialnej finansował z własnych środków jej odbudowę. W 1713 roku został członkiem ołomunieckiej kapituły katedralnej.
Po przeniesieniu biskupa hradeckiego Johanna Adama Wratislawa von Mitrowitza na urząd biskupa litomierzyckiego został mianowany przez cesarza Karola VI Habsburga nowym ordynariuszem tej diecezji. decyzja ta uzyskała prowizję papieża Innocentego XIII 1 grudnia 1721 roku. 8 lutego 1722 roku miały miejsce jego święcenia biskupie, a głównym konsekratorem był biskup pomocniczy ołomuniecki, Franz Julian von Braida.
Sprawnie administrował dobrami biskupimi powiększając majątek biskupstwa. Rozbudował o wschodnie skrzydło zamek biskupi w Chrast w 1728 roku. W 1729 roku przewodniczył w diecezji trzydniowym uroczystością związanymi z kanonizacją Jana Nepomucena. Zmarł w 1731 roku w rezydencji biskupiej w Chraście mając 58 lat.